# Andrea Pinamonti
Andrea Pinamonti (Cles, 19 mei 1999) is een Italiaans voetballer die doorgaans als aanvaller speelt. Hij verruilde Internazionale in juli 2023 voor Sassuolo, dat hem in het voorgaande seizoen al huurde. Pinamonti debuteerde in 2022 in het Italiaans voetbalelftal. 

## Clubcarrière
Pinamonti is afkomstig uit de jeugdacademie van Internazionale. Hij debuteerde op 8 december 2016 in het eerste elftal, in de UEFA Europa League tegen Sparta Praag. Hij kreeg van coach Stefano Pioli een basisplaats en werd na 80 minuten vervangen door Axel Bakayoko. Inter won de thuiswedstrijd met 2–1. Pinamonti debuteerde op 12 februari 2017 in de Serie A, tegen Empoli. Nadat zijn speeltijd in 2017/18 ook summier bleef, verhuurde Inter Pinamonti gedurende het seizoen 2018/19 aan Frosinone, waarvoor hij 27 wedstrijden in de Serie A speelde. Het jaar erna speelde hij er nog 32 op huurbasis voor Genoa CFC. Genoa was verplicht om hem na die huurperiode te kopen, maar Inter kocht hem twee weken later terug. Een doorbraak in Milaan bleef niettemin opnieuw uit. Inter verhuurde Pinamonti daarom in 2021/22 aan Empoli en in 2022/23 aan Sassuolo. In zijn laatste huurcontract was opnieuw een verplichting tot koop opgenomen, waarop hij in juli 2023 definitief naar Sassuolo vertrok. In augustus 2024 werd hij verhuurd aan Genoa.

## Clubstatistieken
| Seizoen     | Club           | Competitie  | Competitie | Competitie | Beker | Beker | Internationaal | Internationaal | Totaal | Totaal |
| Seizoen     | Club           | Competitie  | Wed.       | Dlp.       | Wed.  | Dlp.  | Wed.           | Dlp.           | Wed.   | Dlp.   |
| ----------- | -------------- | ----------- | ---------- | ---------- | ----- | ----- | -------------- | -------------- | ------ | ------ |
| 2016/17     | Internazionale | Serie A     | 2          | 0          | 0     | 0     | 1              | 0              | 3      | 0      |
| 2017/18     | Internazionale | Serie A     | 1          | 0          | 1     | 0     | 0              | 0              | 2      | 0      |
| 2018/19     | → Frosinone    | Serie A     | 27         | 5          | 0     | 0     | –              | –              | 27     | 5      |
| 2019/20     | → Genoa CFC    | Serie A     | 32         | 5          | 2     | 2     | –              | –              | 34     | 7      |
| 2020/21     | Internazionale | Serie A     | 8          | 1          | 1     | 0     | 1              | 0              | 10     | 1      |
| 2021/22     | → Empoli       | Serie A     | 36         | 4          | 1     | 0     | –              | –              | 37     | 4      |
| 2022/23     | → Sassuolo     | Serie A     | 32         | 5          | 0     | 0     | –              | –              | 32     | 5      |
| 2023/24     | Sassuolo       | Serie A     | 0          | 0          | 0     | 0     | –              | –              | 0      | 0      |
| Club totaal | Club totaal    | Club totaal | 138        | 20         | 5     | 2     | 2              | 0              | 145    | 22     |

Bijgewerkt t/m 5 juli 2023

## Interlandcarrière
Pinamonti kwam uit voor meerdere Italiaanse nationale jeugdelftallen. Hij nam met Italië –17 deel aan het EK –17 van 2016, met Italië –19 aan het EK –19 van 2018 en als aanvoerder van Italië –20 aan het WK –20 van 2019. Pinamonti debuteerde op 16 november 2022 in het Italiaans voetbalelftal. Bondscoach Roberto Mancini liet hem toen in de 90e minuut invallen voor Leonardo Bonucci in een met 1–3 gewonnen oefeninterland tegen Albanië.

## Erelijst
| Serie A | 1x | 2020/21 |